# Progressivisme
Progressivisme is een politieke stroming die gebaseerd is op progressie (vooruitgang). Dit begrip wordt beschouwd als de tegenhanger van conservatisme, een stroming die gericht is op behoudsgezindheid.

## Belgisch progressivisme

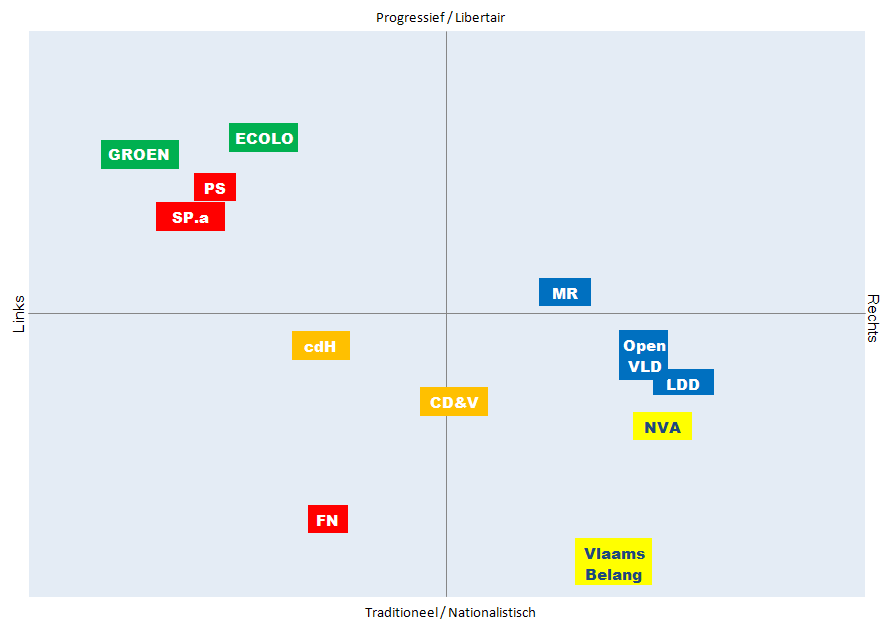
België, tijdens de Federale Verkiezingen van 2010 (gebaseerd op "de stemtest 2010" op de website van de krant De Standaard).

In België wordt progressivisme meestal met politiek links (communisme, socialisme, ecologisme) geassocieerd, al bevindt de Franstalige rechts-liberale partij MR zich aan de progressieve kant van het spectrum en haar Nederlandstalige tegenhanger Open VLD net onder de scheidingslijn tussen progressief en conservatief. Tot 2009 bestond er met Spirit in Vlaanderen ook nog een uitgesproken progressief-liberale partij, maar deze is vervolgens opgelost in Groen.

## Nederlands progressivisme

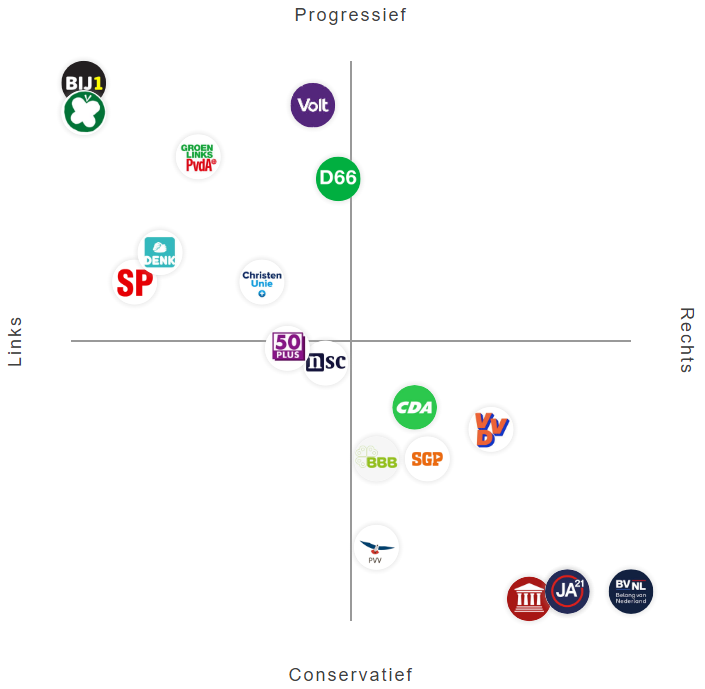
In Nederland bevinden de progressieve partijen tijdens de Tweede Kamerverkiezingen in 2023 volgens André Krouwel aan de bovenkant van de figuur

In Nederland wordt progressivisme eveneens geassocieerd met politiek links. Naar aanleiding van de Tweede Kamerverkiezingen 2012 ontwierp de Nederlandse politicoloog André Krouwel een tweedimensionale indeling van de Nederlandse politiek met een links/rechts-as en een progressief/conservatief-as. Dat deed hij op basis van een vergelijking van de verkiezingsprogramma’s. Bij deze indeling worden D66, GroenLinks, Partij van de Arbeid, Partij voor de Dieren, Volt en BIJ1 als progressief bestempeld.
De term progressief wordt in Nederland ook gebruikt om de samenwerking tussen linkse partijen te beschrijven zoals bij de progressieve samenwerking in Nederland in de jaren 1970.

## Amerikaans progressivisme
Amerikaans progressivisme is een beweging die het actiefst was tussen 1890 en 1915 in de Verenigde Staten. In een Amerikaans-progressieve visie wordt een samenleving voorgesteld als een liefhebbende en verantwoordelijke familie, waarin de maatschappij echt om elkaar geeft en niet alleen om zichzelf. Men wordt ook geacht verantwoordelijk en sterk voor elkaar te zijn.

### Zes basisbegrippen
1. Eerlijke overheid
Dit begrip gaat over wat burgers en de overheid voor elkaar moeten doen. Werk je hard, doe je alles volgens de regels en dien je, je familie, gemeenschap en je land; dan hoort de overheid voor jou een goed bestaan te regelen, met veiligheid, vrijheid en de mogelijkheid om jezelf te ontplooien
2. Politieke gelijkheid
Er moet alles aan gedaan worden om politieke gelijkheid te garanderen en te vermijden dat sommige mensen politiek te veel macht krijgen
3. Democratie
Een grote inbreng van het volk. Zo min mogelijk concentraties van politieke, bedrijfs- of mediamacht. Journalistieke standaarden moeten hoog zijn. Veel investeringen in publieke scholing. Bedrijven horen zowel onder aandeelhouders controle te zijn, als onder de controle van consumenten
4. Een overheid die een betere toekomst biedt
De overheid moet doen wat de toekomst nodig heeft of wat er in de toekomst nodig is. Ook horen zij te zorgen voor zaken die de particuliere sector niet kan maken of niet efficiënt maakt. De overheid moet democratie, vrijheid, een goed milieu, welvaart, een goed gezondheidsniveau, minder misdaad, meer waarde in het leven en het beheren en bouwen van publieke infrastructuur promoten en ervoor zorgen
5. Een buitenlands beleid dat gebaseerd is op waarde
De overheid moet dezelfde waarden die zij voor het binnenlandse beleid, ook toepassen op het buitenlandse beleid (in hoeverre dit mogelijk is)
6. Bedrijven die ethisch zaken doen
Bedrijven moet als doel instellen dat zij naast het verdienen van geld ook de maatschappij goed moeten doen

### Modern progressief
De term progressief is sinds het laatste kwart van de twintigste eeuw weer in de Verenigde Staten meer in zwang gekomen. Voorheen werden linkse politici vaak aangeduid als liberaal en werden rechts georiënteerde politici aangeduid als conservatief. Steeds vaker wordt de linkse politieke richting als uit twee groepen bestaand gezien; de liberalen en de progressieven. Voorbeelden van liberalen zijn: John Kerry, Al Gore en de Democratische Partij. Ralph Nader, Bernie Sanders en de Green Party zijn voorbeelden van progressieve linksgeoriënteerde politici.
extreemlinks · radicaal-links · links · centrum · rechts · radicaal-rechts · extreemrechts 

confessionalisme · christendemocratie · conservatisme · neoconservatisme · paleoconservatisme · islamisme

liberalisme · klassiek liberalisme · economisch liberalisme · conservatief-liberalisme · progressief liberalisme · neoliberalisme · libertarisme · groenliberalisme · geoïsme

anarchisme · syndicalisme · feminisme · ecologisme · ecofascisme · agrarisme · progressivisme 

marxisme · communisme · trotskisme · leninisme · stalinisme · maoïsme · socialisme · sociaaldemocratie · communitarisme

populisme · fortuynisme · solidarisme · nationalisme · linksnationalisme · fascisme · nationaalsocialisme